# Вестермарк, Хелена
Хелена Шарлотта Вестермарк (швед. Helena Charlotta Westermarck; 20 ноября 1857, Гельсингфорс, Великое княжество Финляндское — 6 апреля 1938, Хельсинки, Финляндия) — финская шведоязычная писательница, художница и деятельница феминистского движения.

## Биография
Родилась 20 ноября 1857 года в Гельсингфорсе. Её брат — финский антрополог и социолог Эдвард Вестермарк.
С 1874 по 1877 год обучалась в Школе Финского художественного общества, где на неё обратил внимание профессор Адольф фон Бекер. В школе познакомилась также с начинающими финскими художницами Хеленой Шерфбек и Элиной Даниельсон.
В 1880 году совершила поездку в Париж, где с 1880 по 1881 и в 1884 году обучалась в Академии Коларосси. В 1889 году, на Всемирной выставке в Париже одна из работ художницы «Strykerskor» получила почётный отзыв.
Приобретя в Париже болезнь лёгких, художница не могла уже более рисовать и, находясь на лечении, начала писать аналитические обзоры и эссе для журнала «Finsk Tidskrift». Позднее литературное творчество стало одним из главных её занятий и в 1890 году она выпустила свой первый сборник новелл. Роман «I fru Ulrikas hem» («В доме госпожи Ульрики»), вышедшем в 1900 году, стал первым крупным произведением писательницы и получил широкую известность.
С основанием в 1892 году ассоциации Феминистский союз, писательница стала одним из первых его членов. В 1895 году в Гельсингфорсе её был основан ежемесячный журнал «Nutid», посвящённый обсуждению прав женщин в обществе.

## Библиография

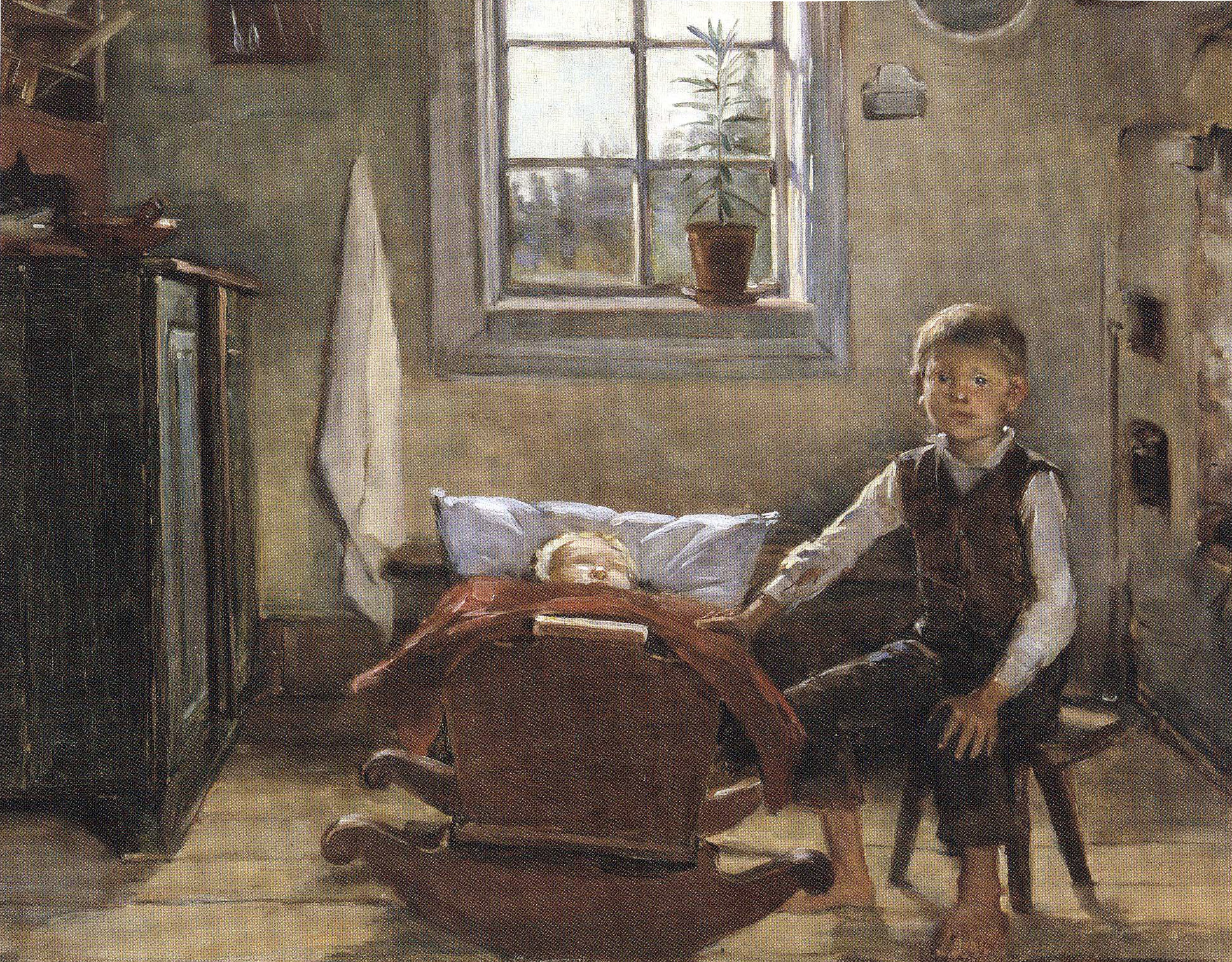

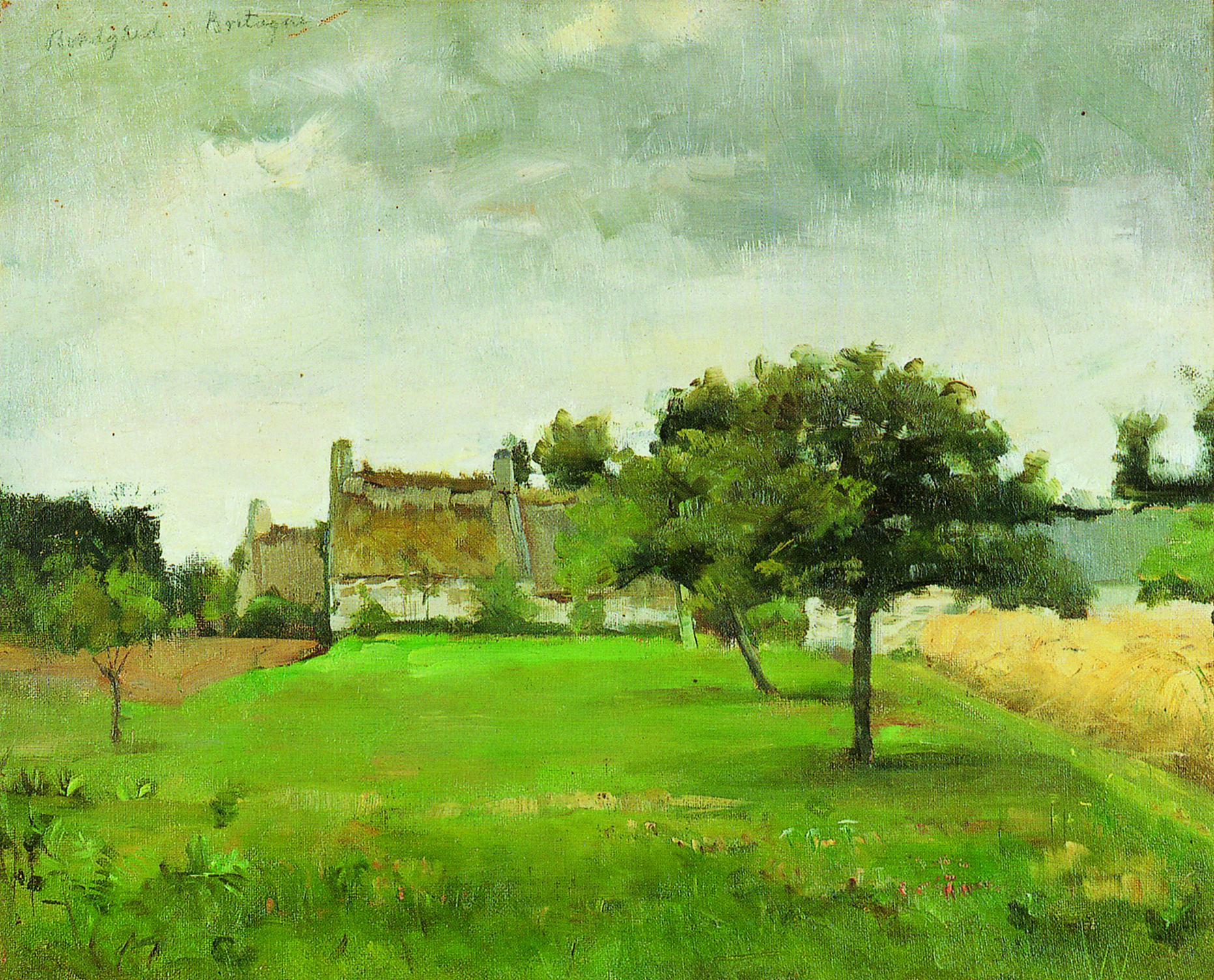